# John Neville (ator)
John Neville CM OBE (2 de maio de 1925 - 19 de novembro de 2011) foi um ator inglês, com atuações no teatro e no cinema. Ele desfrutou um ressurgimento da atenção internacional na década de 1980, como resultado de seu papel de protagonista do filme The Adventures of Baron Munchausen (1988), de Terry Gilliam.
Depois de participar de Chiswick County School (uma escola que só os homens podiam participar) foi alistado na Marinha e lutou com a Marinha Real. No caminho de volta ele se especializou na Academia Real de Arte Dramática. Ele começou a fazer teatro como ator (na década de 50 ele era um membro da companhia do Old Vic), também trabalhando com Richard Burton. Diretor artístico do Nottingham Playhouse, ele foi premiado com a honra de Oficial da Ordem do Império Britânico; mais tarde mudou-se para o Canadá, em 1972, continuando seu trabalho como diretor artístico, desta vez em Citadel Theatre da cidade de Edmonton. Na televisão, ele estrelou como o Well-Manicured Man na série de televisão The X-Files. Em 1949 ele se casou com Caroline Hooper, com quem teve seis filhos.
Neville sofreu com o mal de Alzheimer em seus últimos anos, vindo a falecer em 2011. Ele deixa sua esposa, Caroline (née Hopper), e seus seis filhos. Seu neto é o ator Joe Dinicol. Ele foi adicionado in memoriam no 18.º Screen Actors Guild Awards.

## Selecione a filmografia

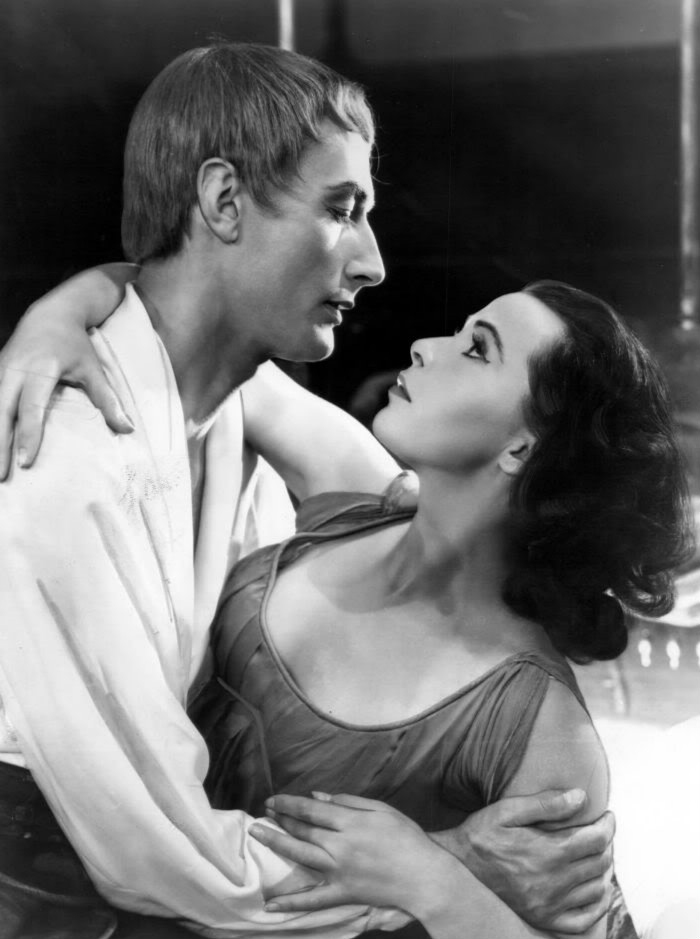
Neville e Claire Bloom in Romeo and Juliet (1957)

- Oscar Wilde (1960) – Lord Alfred Douglas
- Mr. Topaze (1961) – Roger de Bersac
- Billy Budd (1962) – Julian Radcliffe
- Unearthly Stranger (1963) – Dr. Mark Davidson
- A Study in Terror (1965) – Sherlock Holmes
- Shaggy Dog (1968, TV Series) – Wilkie
- The Adventures of Gerard (1970) – Duque de Wellington
- Boswell's Life of Johnson (1971, TV Movie) – David Garrick
- The Rivals of Sherlock Holmes (1973, TV Series) – Dr. Thorndyke
- Reil (1979, TV Movie) – General Wolseley
- The Adventures of Baron Munchausen (1988) – Hieronymus Karl Frederick Baron von Munchausen
- Journey to the Center of the Earth (1993, Filme para TV) – Dr. Cecil Chambers
- Star Trek - The Next Generation (1993, Season six, Episode 26: "Descent") – Sir Isaac Newton
- Dieppe (1993, TV Movie) – Gen. Sir Alan Brooke
- Stark (1993, TV Mini-Series) – De Quincy
- Baby's Day Out (1994) – Mr. Andrews
- The Road to Wellville (1994) – Endymion Hart-Jones
- Little Women (1994) – Mr. Laurence
- Dangerous Minds (1995) – Garçom
- The Song Spinner (1995, TV Movie) – Frilo, o Magnífico
- Sabotage (1996) - Prof. Follenfant
- Adventures of Smoke Bellew (1996, TV Mini-Series) – Dwight Sanderson
- Swann (1996) – Cruzzi
- High School High (1996) – Thaddeus Clark
- The Fifth Element (1997) – General Staedert
- Regeneration (1997) – Dr. Yealland
- Time to Say Goodbye? (1997) – Michigan Judge
- Dinner at Fred's (1997) – Henrick
- My Teacher Ate My Homework (1997) – Lojista
- Johnny 2.0 (1997, filme para TV) – Bosch
- Goodbye Lover (1998) – Bradley
- The X-Files (1998) – The Well-Manicured Man
- Urban Legend (1998) – Dean Adams
- Emily of New Moon (1998–2000, Serie de TV) – Malcolm
- Water Damage (1999) – Jock Beale
- Sunshine (1999) – Gustave Sors
- The Duke (1999) – o Duque
- Bonhoeffer: Agent of Grace (2000) – Bishop George Bell
- Custody of the Heart (2000, filme para TV) – Judge H. Chadwick
- Harvard Man (2001) – Dr. Reese
- The Stork Derby (2002, filme para TV) – Mr. Cunningham
- Trudeau (2002, TV Movie) – Alto Comissário Britânico
- Time of the Wolf (2002) – Pregador
- Spider (2002) – Terrence
- Crime and Punishment (2002) – Marmeladov, pai alcoólatra de Sonia
- Between Strangers (2002) – Orson Stewart
- Escape from the Newsroom (2002, TV Movie) – Pai de George
- Control Factor (2003, TV Movie) – Diretor
- Moving Malcolm (2003) – Malcolm Woodward
- Hollywood North (2003) – Henry Neville
- The Statement (2003) – Velho
- Rolie Polie Olie (2003) - Klanky Klaus (substituindo Howard Gerome)
- White Knuckles (2004) – Narrator (voice)
- Separate Lies (2005) – Narrador (voz)
- The Tragic Story of Nling (2006) - Burro